# Lars Wallin (språkforskare)
Lars Wallin, född 31 maj 1950 i Lyrestad, är en svensk teckenspråksforskare.
Wallin började som forskarassistent på institutionen för lingvistik vid Stockholms universitet i slutet av 1970-talet. Där disputerade han 1994 med avhandlingen Polysyntetiska tecken i svenska teckenspråket. Avhandlingen var den första vetenskapliga beskrivningen av polysyntetiska tecken, disputationen fördes helt på teckenspråk och Wallin blev världens första döva doktor i ämnet teckenspråk. Efter 37 år på institutionen gick han i pension från sin lektorstjänst år 2015.

## Utmärkelser
- 2017 – Kruthmedaljen[4]